# Boston Garden
Boston Garden byla legendární aréna otevřená 17. listopadu 1928 v Bostonu v Massachusetts. Postavena boxerským pořadatelem Texem Rickardem, který také postavil třetí podobu newyorské Madison Square Garden dostala jméno Boston Madison Square Garden, později ale bylo zkráceno na Boston Garden. Aréna se nacházela na vrchu bostonské North Station, což stále je hlavní stanice pro regionální dopravu v Bostonu. Garden hostila zápasy Boston Bruins a Boston Celtics, dále rockové koncerty, box, wrestling, cirkusy a ice show, dále ji užívali i politici, slavný projev zde měl prezident J.F. Kennedy v roce 1960. Boston Garden byla zbourána v roce 1997, pár let po otevření nové arény FleetCenter, nyní známou pod jménem TD Garden.

## Design
Tex Rickard myslel při navrhování arény především na box. Říkal, že sedačky musí být tak blízko, aby diváci viděli pot na čelech boxerů. A i když se tu hrál hokej nebo basketball, diváci byli hodně blízko, což vytvářelo nepředstavitelnou výhodu pro domácí tým.
Možná i proto byla v osmdesátých letech jednou z nejtěžších arén ke zdolání domácího celku. Basketballoví Boston Celtics v sezoně 1985–86 vytvořili rekord, když zde prohráli pouze jedno utkání v základní části. V play-off neprohráli žádné a v následující základní části, v sezoně 1986–87 prohráli pouze dvě. V těchto dvou sezonách se jim doma podařilo vyhrát 79 zápasů.
The Garden byla také známa pro parkety, na kterých Celtics hráli. Byly sem nainstalovány v roce 1952 z Boston Areny, která byla jejich předchozím domovem. Parketová podlaha se stala symbolem sportu v Bostonu stejně jako "Zelená příšera", velká zelená zeď na baseballovém Fenway Parku.

### Vady
The Garden měla kratší a užší kluziště než jiné týmy NHL, protože v době stavby neexistovalo pravidlo určující velikost ledové plochy. To ovšem vyřazovalo mnoho soupeřů ze hry. Navíc šatna hostů byla velmi malá a teplá – rivalové Celtics z finále NBA, Los Angeles Lakers si vybudovali velmi velkou nenávist k této aréně. V útrobách arény navíc žily krysy.
Aréna neměla žádnou klimatizaci ani jiné ochlazování vzduchu, což z ni udělalo velmi teplou arénu. Při jednom z basketballových zápasů zde bylo dokonce takové teplo, že hráči museli dostávat kyslíkové bomby. Při zápasech hokejových Bruins se zde občas dělala mlha. Aréna neměla ani spolehlivé elektrické vybavení, v obou posledních vystoupeních Bruins ve finále Stanley Cupu vypadl proud.

## Významné události

### Hudba
Den po atentátu na Martina Luthera Kinga hrál koncert v Boston Garden zpěvák James Brown. Na koncert nepřišlo mnoho lidí, protože ho vysílala skoro každá regionální televize. Brownova slova prý nechala Boston v míru zatímco ostatní města se právě ocitala v pouličních výtržnostech.
Elvis Presley hrál v Boston Garden jen jednou, 10. listopadu 1971. Aréna byla vyprodaná, na krále rock'n'rollu se přišlo podívat 16 500 lidí.
V roce 1972 měli vystoupit Rolling Stones. Dva ze členů kapely byli ale zadrženi ve státu Rhode Island. Naštvaní fanoušci kapely hrozili výtržnostmi a proto starosta města Bostonu Kevin H. White vyjednal se sousedním státem vydání členů kapely. Rolling Stones koncertovali v The Garden také v letech 1969 a 1975.
V roce 1973 se podobná příhoda stala s kapelou The Who. Ti noc před koncertem v Garden vystoupili v Montrealu. Po koncertě byli zadrženi, protože jeden z pokojů v jejich hotelu zničen. Kapela nakonec byla vydána a do Garden se dostala akorát v čas vystoupení. V prosinci 1979 se plánovala první tour The Who po smrti jejich bubeníka Keithe Moona a mezi městy kam kapela jela byl i Boston. Koncert byl ale málem opět zrušen kvůli tlačenici fanoušků v Ohiu týden předtím, kde zemřelo několik fanoušků. Koncert byl nakonec povolen, ale zmařen fanouškem který hodil do jeviště výbušnou žabku, kterou zranil Peta Townshenda.
V roce 1975 měli problémy Led Zeppelin. Fanoušci se probili do arény a poničili sedačky i ledovou plochu před začátkem koncertu. Kapela měla pak zakázáno vystupovat zde na dalších pět let. O rok později, KISS nesouhlasili se zákazem pyrotechniky v aréně a dostali zákaz vystupování v aréně kvůli, tomu že svými plamenomety trefili i strop arény.
Pink Floyd byli první kapelou kteří prodali svou show za více než milion dolarů v roce 1977. Kapela málem také dostala zákaz za užívání pyrotechniky. Do arény se už radši nevrátili a později koncertovali v Providence a ve Foxborough.
Další kapela, Jethro Tull, koncertovala v aréně jako hlavní vícekrát než jakákoli jiná kapela. Mezi lety 1971 a 1980 to bylo celkem patnáctkrát. Celkový rekord drží Grateful Dead kteří se zde objevili 24krát.
Další, kteří v The Garden koncertovali: Aerosmith, AC/DC, The Beatles, Black Sabbath, Alice Cooper, Deep Purple, Guns N' Roses, Jimi Hendrix, Elton John, Metallica, Nine Inch Nails, Ozzy Osbourne, The Police, Queen, Bruce Springsteen, U2, Van Halen a ZZ Top.

### Sporty
Boston Garden hostila hodně sezon Boston Bruins a Boston Celtics a byla první arénou, která hostila finále NHL i NBA v jednom roce.

## Poslední roky

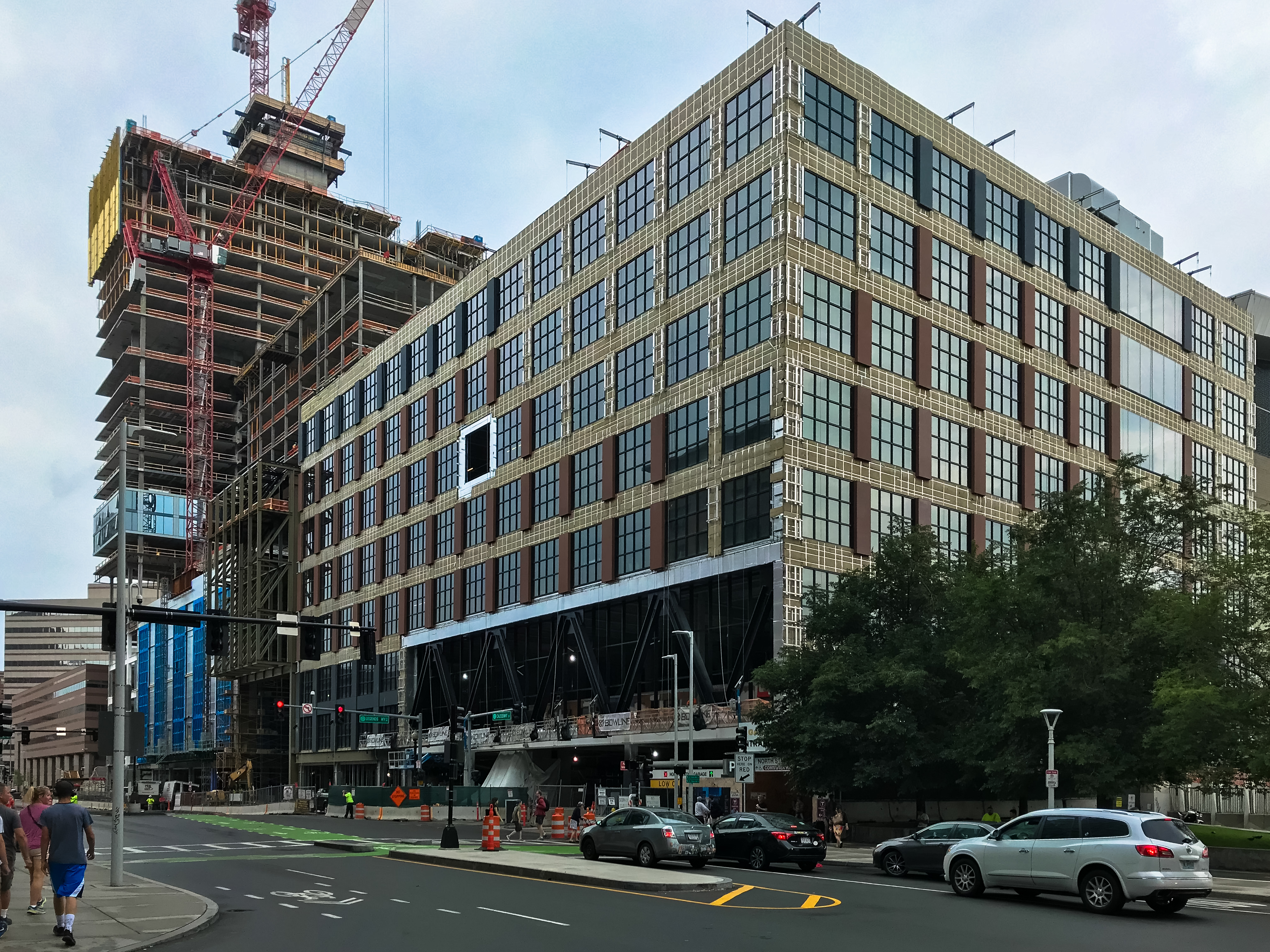
Vývoj poblíž North Station na místě bývalé Boston Garden.

V devadesátých letech aréna postrádala, to co potřebovala. Sedačky byly desetiletí staré a navíc tu nebyly žádné skyboxy, které byly hlavním zdrojem příjmů hokejových i basketballových týmů. Aréna měla navíc kapacitu pouze 15 000 diváků, nejmenší v obou hlavních soutěžích. V roce 1991 začaly plány na konstrukci nové arény.
Rozhodnuto bylo později pro novou arénu s kapacitou 18 000 diváků mírně severně od Boston Garden. Stavba začala 29. dubna 1993. Shawmut Bank získala práva na pojmenování arény, ale ještě před dokončením jim koupila FleetBank a tak při otevření arény v říjnu 1995 bylo její jméno FleetCenter. V roce 2005 byla FleetBank koupena bankou Bank of America, která prodala práva bance TD Banknorth a aréna byla přejmenována na TD Banknorth Garden. Od června 2009 se aréna jmenuje TD Garden.
Poslední oficiální zápas v Boston Garden se hrál 14. května 1995 kdy Boston Bruins podlehli New Jersey Devils. Poslední utkání se ale hrálo 28. září téhož roku, bylo to přátelské utkání Bruins s odvěkým rivalem Montreal Canadiens. The Garden pak zůstala dva roky prázdná, než byla zbourána. Nyní stojí na jejím místě parkoviště.